# Moskva-Sjeremetevo Internationale Lufthavn
Moskva-Sjeremetevo Internationale Lufthavn (russisk: Шереметьево, Международный аэропорт) (IATA: SVO, ICAO: UUEE) er en international lufthavn beliggende i Khimki, Moskva oblast, Rusland, 29 km nordvest for det centrale Moskva. Sjeremetevo er et knudepunkt for persontrafikken i det russiske internationale luftfartsselskab Aeroflots flyvninger, og er en af de tre store lufthavne, der tjener Moskva sammen med Domodedovo Internationale Lufthavn og Vnukovo Internationale Lufthavn (IATAs bykode for Sjeremetevo, Domodedovo og Vnukovo er MOW). I 2015 håndterede lufthavnen 31.612.000 passagerer og 265.040 flybevægelser, hvilket gør lufthavnen til den største lufthavn i Rusland siden 2015.